# Dasypus novemcinctus
L'armadillo comune o armadillo a nove fasce (Dasypus novemcinctus Linnaeus, 1757) è un mammifero appartenente alla famiglia Dasypodidae, diffuso in America centro-meridionale.
Il nome comune deriva dalla caratteristica corazza presente sul dorso dell'animale. In spagnolo, infatti, armadillo è un diminutivo che significa "munito di armatura e di piccole dimensioni", che gli venne dato nel XVI secolo dai primi conquistadores.
Originatisi in Sudamerica, che ai tempi era una gigantesca isola-continente con un'altissima percentuale di endemismi, gli antenati dell'attuale armadillo a nove fasce beneficiarono della formazione (avvenuta attorno ai 3 milioni di anni fa) dell'Istmo di Panama, essendo stati fra i pochi animali che migrarono da sud verso nord durante il Grande Scambio Americano. A tutt'oggi, assieme a poche altre specie (fra le quali l'opossum della Virginia), l'armadillo a nove fasce continua ad espandere il proprio areale, in direzione nord-est.

## Descrizione

### Dimensioni
Gli armadilli a nove fasce misurano fra i 40 e i 60 cm di lunghezza, cui se ne sommano all'incirca altrettanti (25–50 cm) spettanti alla coda. Un armadillo può misurare perciò fino a 110 cm di lunghezza, per un peso che oscilla fra i 5 e i 10 kg. L'altezza alla spalla è sempre inferiore ai 30 cm.

### Aspetto

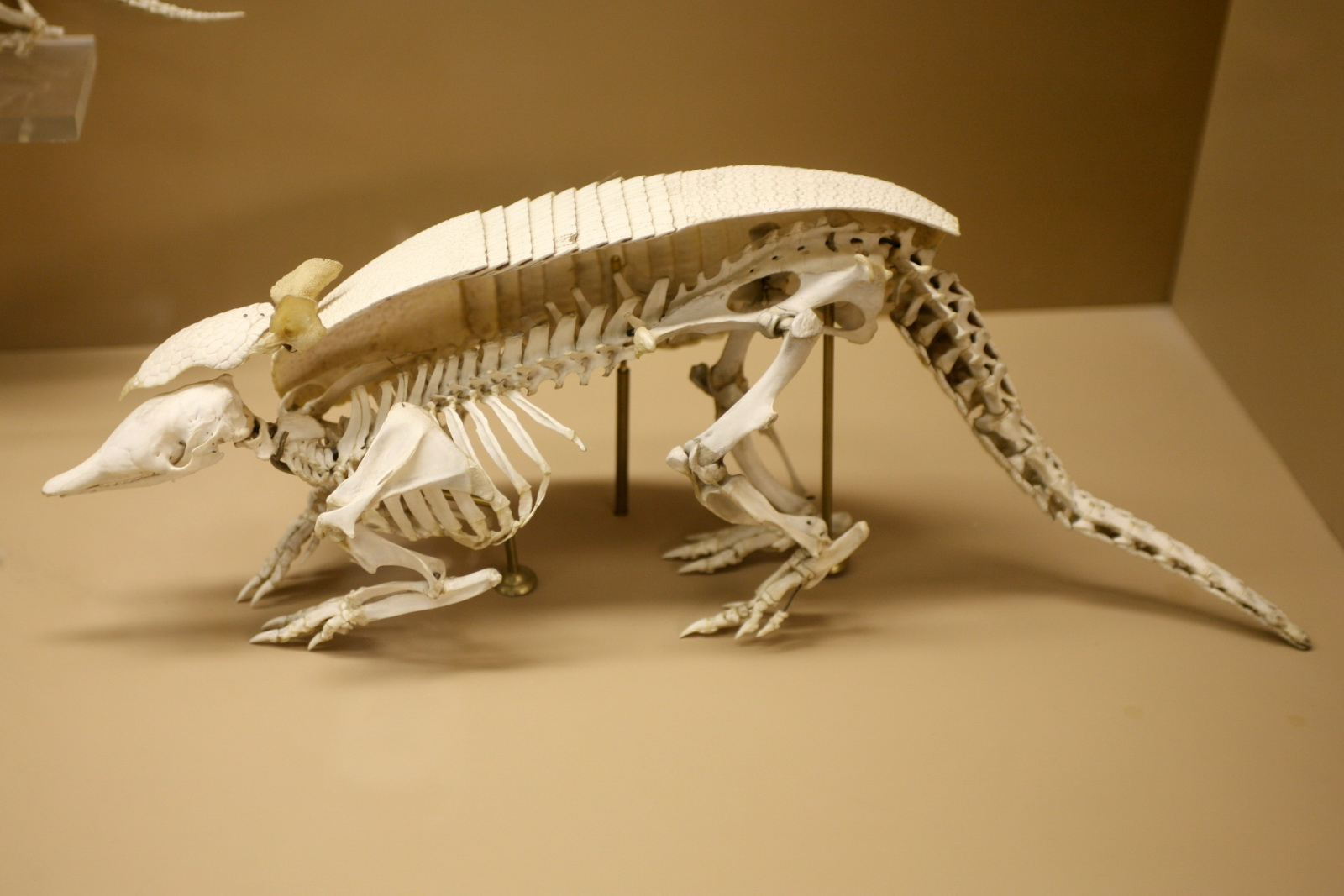
Uno scheletro di armadillo lascia ben osservare la bizzarra anatomia e le vertebre modificate.

Il corpo dell'armadillo appare tozzo e a forma di fagiolo rovesciato: esso è ricoperto da squame ossificate, ricoperte a loro volta da altre scaglie epidermiche di natura cheratinica, interconnesse tramite lembi di pelle che garantiscono flessibilità. Le vertebre dorsali dell'armadillo presentano particolari adattamenti che le predispongono all'ancoraggio della corazza.

Questa armatura ricopre il dorso, i fianchi, la testa, la coda e la superficie esterna delle zampe: il ventre e la parte interna delle zampe sono invece sprovvisti di armatura, al posto della quale presentano però una pelle molto spessa e un rado pelame ispido. Come suggerisce il nome, l'armadillo a nove fasce presenta nove (ma in alcune popolazioni anche un numero superiore o inferiore) semicerchi cheratinici a metà del corpo, che permettono al corpo sufficiente mobilità in modo tale da far piegare l'animale su sé stesso: a differenza degli armadilli dalle tre fasce del genere Tolypeutes, tuttavia, questa specie non è in grado di chiudersi a palla.

L'armadillo a nove fasce è di colore grigiastro con chiazze rosate presenti in particolare nelle zone di pelle nuda (muso, guance, ventre) e a livello delle fasce e delle scapole: i peli della regione ventrale sono grigio-giallastro.
Le zampe sono corte e tozze e presentano quattro dita ciascuna le anteriori, cinque le posteriori: esse sono all'incirca della stessa lunghezza. Le zampe anteriori possiedono grosse unghie (in particolare l'unghia del medio) adatte per le operazioni di scavo, mentre le zampe posteriori hanno unghie più piccole, utilizzate per fare presa sul suolo. La coda, molto larga alla base, è di forma conica e ricoperta da anelli di cheratina.

La testa presenta muso allungato e orecchie grandi e di forma romboidale: il senso dell'udito, tuttavia, è assai meno sviluppato rispetto all'olfatto, che in questi animali è sopraffino. Gli occhi sono piccoli, posti lateralmente sul capo e protetti da spesse palpebre: la vista è piuttosto debole e consente all'animale di vedere unicamente oggetti poco distanti. Il lungo muso conico è munito di primitivi denti di forma conica, privi di smalto e con radici aperte. Gli armadilli, come osservabile anche negli altri sdentati, possiedono unicamente molari: gli incisivi, sebbene si formino a livello embrionale, generalmente degenerano durante lo sviluppo. Nella bocca trova inoltre posto una lunga e robusta lingua, utilizzata per catturare le prede e schiacciarle contro il palato prima di inghiottirle. Il senso del gusto, tuttavia, appare poco sviluppato, in virtù della scarsa densità di papille gustative.

## Biologia

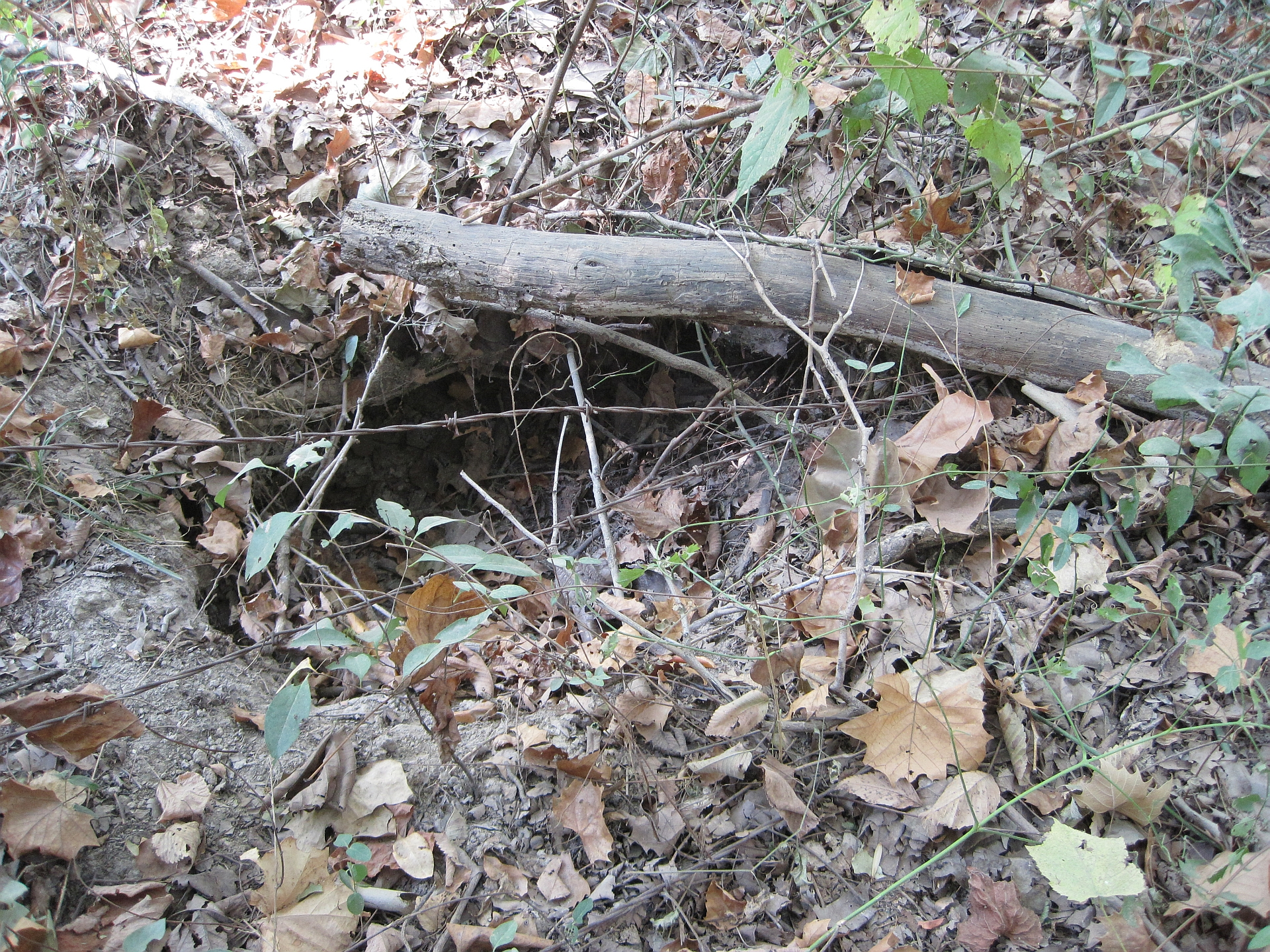
Tana di armadillo nei pressi di Memphis.

L'armadillo dalle nove fasce è un animale tendenzialmente solitario, dalle abitudini crepuscolari e notturne: può capitare tuttavia di osservarne coppie o, più raramente, piccoli gruppi di 4-5 individui, così come è possibile osservare armadilli durante il giorno nei periodi freddi o con cielo coperto. I giovani tendono a uscire dalle tane prima degli adulti, probabilmente per ridurre il rischio di incappare in predatori.

Durante il giorno si nasconde in tane che scava da sé e che si estendono nel sottosuolo fino a 7,6 m di lunghezza e 2,1 m di profondità: ciascun armadillo può scavare anche 12 tane nel proprio territorio (anche se il numero medio di tane in un territorio è di 4-5) che vengono utilizzate a rotazione, in modo tale che le prede si nascondano nelle altre tane mentre l'animale ne utilizza una, sicché al suo ritorno possa trovare un abbondante banchetto. Specialmente nella stagione fredda, non è raro che più armadilli (fino a 12) si radunino in un'unica tana per tenersi caldi a vicenda, così come durante la stagione riproduttiva le coppie sono solite condividere la tana. Gli armadilli dalle nove fasce tendono a celare l'ingresso delle proprie tane con rami e sterpi, mentre è abbastanza insolito che ne foderino l'interno con erbe e foglie secche: ciascuna tana può inoltre avere più entrate per confondere i predatori, ma l'animale tende in genere a servirsi sempre dello stesso accesso per entrare e uscire.

Il territorio ha un'estensione che va dagli 0,63 ai 20 ettari, in base alla maggiore o minore disponibilità di cibo e acqua al suo interno (e probabilmente anche in base alla minore o maggiore età dell'occupante): esso viene delimitato con urina, feci e col secreto delle ghiandole odorifere presenti su zampe, sottocoda, muso e palpebre: i secreti vengono rilasciati in punti strategici, come grosse rocce, tronchi caduti e sentieri lungo i quali l'animale si muove più di frequente. I territori dei maschi sono fino al 50% più grandi di quelli delle femmine e spesso le loro aree periferiche si sovrappongono sia coi territori di queste ultime che con quelli di altri maschi. Le femmine invece hanno territori ben definiti ed esclusivi. Sebbene gli armadilli non siano animali particolarmente territoriali, in caso di violazione di territorio possono avvenire brevi zuffe fatte di zampate e rapidi inseguimenti, accompagnati da acuti stridii. Prima di giungere a ciò, tuttavia, gli animali passano del tempo ad annusarsi vicendevolmente il posteriore, dove si trovano le ghiandole anali che secernono una sostanza giallastra dall'odore pungente: in tal modo, essi ricavano informazioni sull'età e la condizione sessuale dell'intruso. Le femmine gravide o con piccoli ed i vecchi maschi che hanno fiutato una femmina in estro tendono a mostrare aggressività maggiore verso i conspecifici.

Un piccolo numero di armadilli dalle nove fasce sembrano inoltre non stabilirsi in un territorio, ma vagare attraverso i territori di altri esemplari.
L'armadillo passa la maggior parte del proprio tempo ispezionando il suolo alla ricerca di cibo, fermandosi di tanto in tanto per annusare l'aria in cerca di segnali di pericolo. Sebbene disponga dell'armatura, che lo rende virtualmente immune a molti predatori, se minacciato questo animale si mostra capace di gesti atletici inaspettati, correndo via a gran velocità e compiendo balzi alti fino a 120 cm. Generalmente, se attaccato l'armadillo dalle nove fasce preferisce però scavare rapidamente una buca, nella quale si puntella con le zampe, mostrando al nemico il quarto posteriore corazzato: tattica questa molto efficace contro numerosi potenziali predatori (grosse martore, canidi selvatici etc.), ma che rende l'armadillo una preda estremamente semplice da catturare per l'uomo.

L'armadillo è inoltre un eccellente scavatore: questo animale può scavare a gran velocità, dissodando la terra con le grosse unghie delle zampe anteriori ed allontanandola con quelle posteriori. Sebbene la sua specialità sia lo scavo, l'armadillo si dimostra anche un ottimo nuotatore: esso può attraversare tratti d'acqua sia galleggiando (ingoiando aria, riempiendone così l'intestino) che correndo sul fondo, essendo in grado di trattenere il respiro per più di 6 minuti. Questa abilità torna particolarmente utile all'animale durante le operazioni di scavo, in quanto impedisce al terricio smosso di intasare le vie respiratorie nasali e contemporaneamente fa sì che l'animale non debba fermarsi per riprendere fiato, fatto questo particolarmente prezioso in caso di fuga da predatori.

### Alimentazione

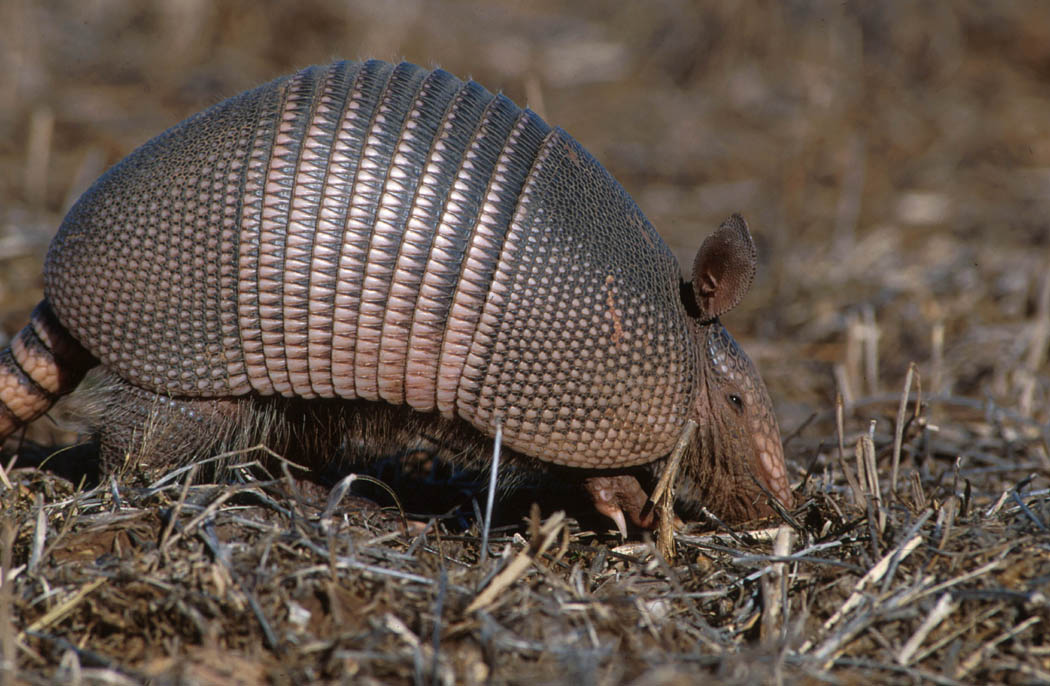
Un armadillo mentre cerca il cibo affondando il muso nel substrato.

L'armadillo a nove fasce è un animale principalmente insettivoro, specializzato nel nutrirsi di formiche e termiti. Tuttavia esso si dimostra di bocca molto buona (il che ne spiega la grande diffusione) e non disdegna di mangiare coleotteri e altri artropodi, nonché le loro larve, oltre che lombrichi, piccoli rettili ed anfibi (specialmente nei mesi invernali, quando questi animali sono lenti e costituiscono facili prede) e uova, di cui va particolarmente ghiotto: in alcuni casi sono stati osservati armadilli uccidere e mangiare coniglietti neonati. Occasionalmente può integrare la dieta con frutti (ad esempio in Texas durante il periodo di maturazione dei cachi questi frutti rappresentano anche l'80% della dieta degli armadilli locali), bacche, funghi e carcasse di animali, sebbene in quest'ultimo caso non è del tutto chiaro se l'animale si cibi attivamente della carne o degli insetti e delle loro larve che si trovano in essa.
Per cercare il cibo, l'armadillo perlustra il terreno frugando nel suolo e fra le foglie morte col lungo muso, affondando la testa fino a 20 cm nel terreno ed afferrando il cibo con la lunga lingua. Quando fiuta una potenziale preda, l'animale comincia a scavare una fossa di forma conica nel terreno, col muso che non viene mai sollevato, ma anzi spinto a profondità sempre maggiore: una volta raggiunta, la preda viene frantumata e mangiata frettolosamente, dopodiché l'animale si rimette in cammino. Si tratta di animali molto voraci: in un solo pasto, un armadillo dalle nove fasce può mangiare anche 40.000 formiche.

### Riproduzione
Le femmine sono dotate di un apparato riproduttivo abbastanza semplice, con un utero tubolare ed un grosso clitoride esterno: i maschi non hanno invece borsa scrotale, ma i testicoli sono interni al corpo.

I maschi avvertono la presenza di femmine ricettive grazie ai segnali odorosi che esse lasciano: sebbene l'accoppiamento possa avvenire in qualsiasi periodo dell'anno (si registrano però picchi nei mesi estivi), nella maggior parte delle femmine l'ovulazione avviene all'inizio del periodo caldo (giugno-luglio nell'emisfero boreale, novembre-dicembre in quello australe).

L'impianto dell'embrione non è immediato, ma avviene fino a 14 settimane dopo l'accoppiamento, dimodoché i piccoli nascano durante la primavera successiva, quando il cibo è abbondante. Ciò è dovuto al fatto che la femmina di armadillo è in grado di bloccare lo sviluppo dell'ovulo fecondato allo stadio di blastocisti, con conseguente impianto ritardato di quest'ultimo nell'utero: l'armadillo condivide questa particolare caratteristica con alcune specie di Mustelidi. Durante questo periodo di quiescenza, la femmina provvede a nutrire l'embrione con appositi secreti uterini.

La gestazione dura circa 120 giorni, al termine dei quali vengono generalmente dati alla luce 4 cuccioli (sebbene se ne possano contare in una cucciolata da 2 a 12) che presentano già artigli e corazza ben formati, ma non ancora del tutto induriti. Altra peculiarità è che i cuccioli della nidiata si sviluppano in condizioni di omozigosi e sono perciò gemelli, identici sotto il profilo genetico e dello stesso sesso: tuttavia ciascuno dei cuccioli si sviluppa in una propria sacca amniotica. In vista del parto, la femmina costruisce una tana in una spaccatura fra le rocce, trasportando con le zampe anteriori erbe e foglie secche per foderarne le pareti.

I piccoli hanno gli occhi aperti e possono camminare già alcune ore dopo la nascita: essi tuttavia sono ancora vulnerabili e rimangono perciò al sicuro nella tana per alcune settimane. Generalmente le prime uscite dei piccoli dalla tana assieme alla madre coincidono con lo svezzamento, che avviene attorno al mese d'età: la madre continua tuttavia ad allattare i cuccioli fino al terzo mese di vita. I piccoli possono rimanere con la madre fino a 6 mesi d'età, dormendo nella stessa tana e condividendone il territorio: tendono però ad allontanarsi entro l'inizio del loro primo inverno, generalmente scacciati da un maschio bramoso di accoppiarsi con la madre.

La maturità sessuale viene raggiunta fra i 6 e i 12 mesi d'età, anche se un armadillo dalle nove fasce difficilmente riesce a riprodursi prima del compimento del quarto anno d'età.
L'aspettativa di vita di un armadillo dalle nove fasce è di circa 15-20 anni in cattività, con l'esemplare più vecchio mai registrato vissuto fino a 23 anni: in natura, l'armadillo tende a vivere meno di 10 anni.

## Distribuzione e habitat
Inizialmente diffuso in un già vasto areale, che andava dalla pampa sudamericana al Messico settentrionale, verso la metà del XIX secolo l'armadillo a nove fasce oltrepassò (non è chiaro se per opera dell'uomo o spontaneamente) il Rio Grande: all'incirca nello stesso periodo risale l'introduzione di questo animale in Florida. Nel 1995 la specie era naturalizzata, oltre che in Florida, anche in Texas, Oklahoma, Arkansas, Mississippi, Louisiana e Alabama, mentre veniva avvistata sporadicamente in altri stati come Kansas, Missouri, Tennessee, Georgia e Carolina del Sud. Dieci anni più tardi, l'armadillo a nove fasce era naturalizzato anche in questi Stati e vennero segnalati avvistamenti di esemplari isolati in Nebraska, Illinois e Indiana. Si ritiene che l'espansione verso nord dell'areale dell'armadillo a nove fasce possa continuare nei prossimi anni sino a raggiungere il New Jersey e l'Ohio: una volta raggiunti questi stati, difficilmente l'armadillo potrà procedere ancora verso nord, a causa degli inverni rigidi che caratterizzano quelle latitudini e che l'animale mal sopporta. Anche senza prendere in considerazione il recente exploit della specie, si tratta comunque dell'armadillo diffuso nell'areale più vasto.

I motivi di tale fulminante espansione sono vari e collegati fra loro. Prima di tutto, a nord del Rio Grande mancano quasi del tutto i predatori naturali dell'armadillo, e anche l'uomo mostra scarso o nullo interesse per la caccia a questo animale (fatta eccezione per sporadiche battute di caccia, come quelle tenute nella Carolina del Nord): in tali condizioni, esso ha potuto così proliferare indisturbato, riempiendo ben presto molte nicchie rimaste vuote ed aiutato nell'espansione dal riscaldamento globale.

Sembrerebbe che l'areale dell'armadillo a nove fasce sia in espansione anche verso sud, in Argentina e Uruguay.

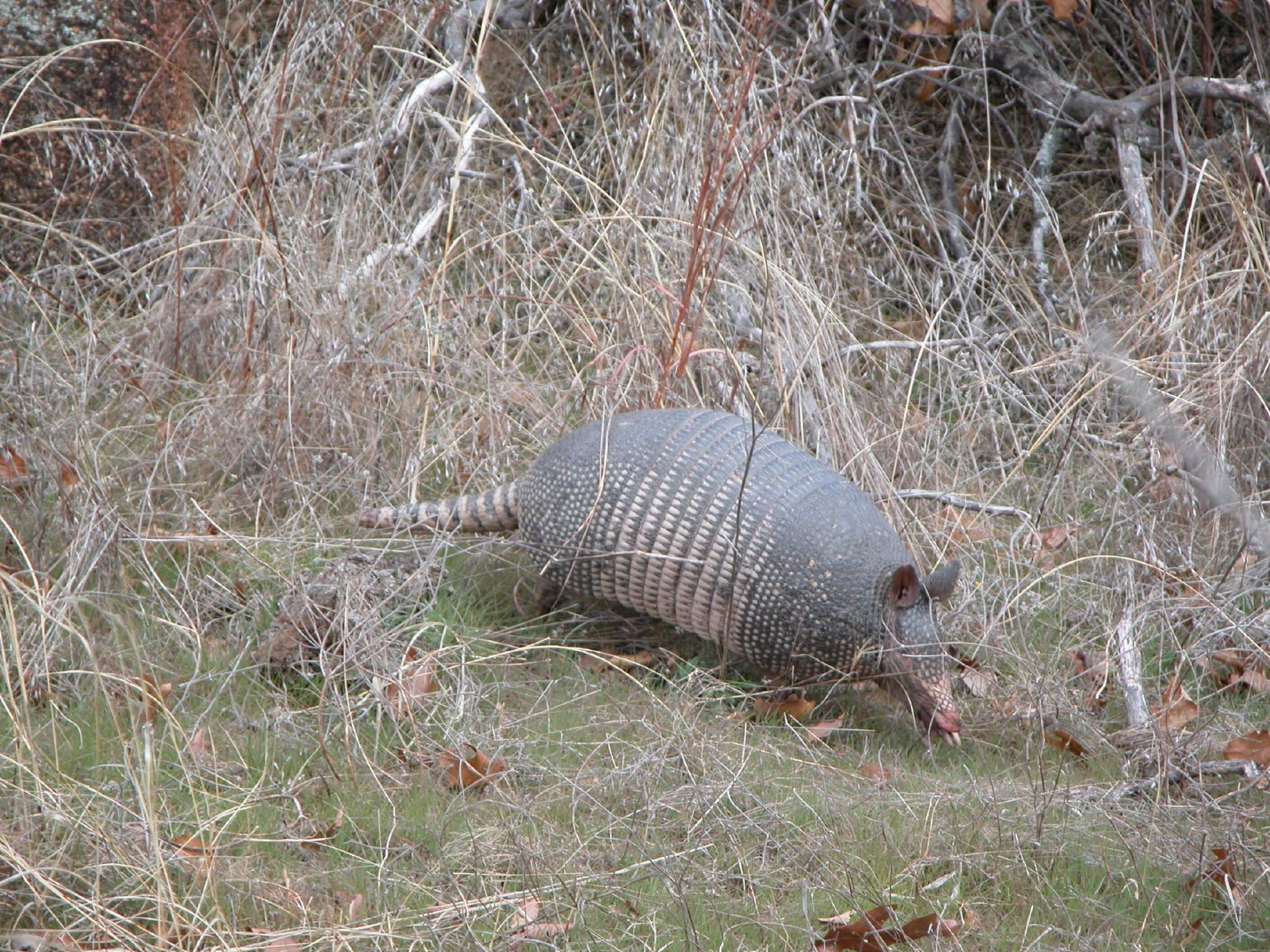
Un armadillo in ambiente cespuglioso.

L'habitat originario dell'armadillo a nove fasce è costituito dalle aree subtropicali con umidità abbastanza elevata e copertura vegetale rappresentata da erbe alte, cespugli e alberi radi: pertanto questo animale risulta assai comune in aree con clima simile. Tuttavia, si tratta di animali assai adattabili, che colonizzano anche aree semidesertiche (purché con presenza di fonti d'acqua perenni), praterie, paludi, foreste pluviali e persino i giardini delle case delle periferie urbane. Gli unici limiti alla diffusione di questa specie sono rappresentati dal freddo e dal clima secco, ai quali l'armadillo è assai sensibile, non essendo ricoperto da strati isolanti di pelo o di grasso che ne limitino la dispersione di acqua e calore o che permettano all'animale di andare in letargo per sfuggire a condizioni climatiche avverse. Pertanto l'armadillo è difficile da trovare in aree con scarse precipitazioni (dove il suolo è troppo duro per potervi cercare il cibo) o dove la temperatura scenda al di sotto dello zero per più di un mese all'anno (l'animale può infatti resistere per alcuni giorni senza mangiare al caldo nella sua tana, ma le gelate prolungate ne causano la morte), come ad esempio le zone montane.

## Tassonomia

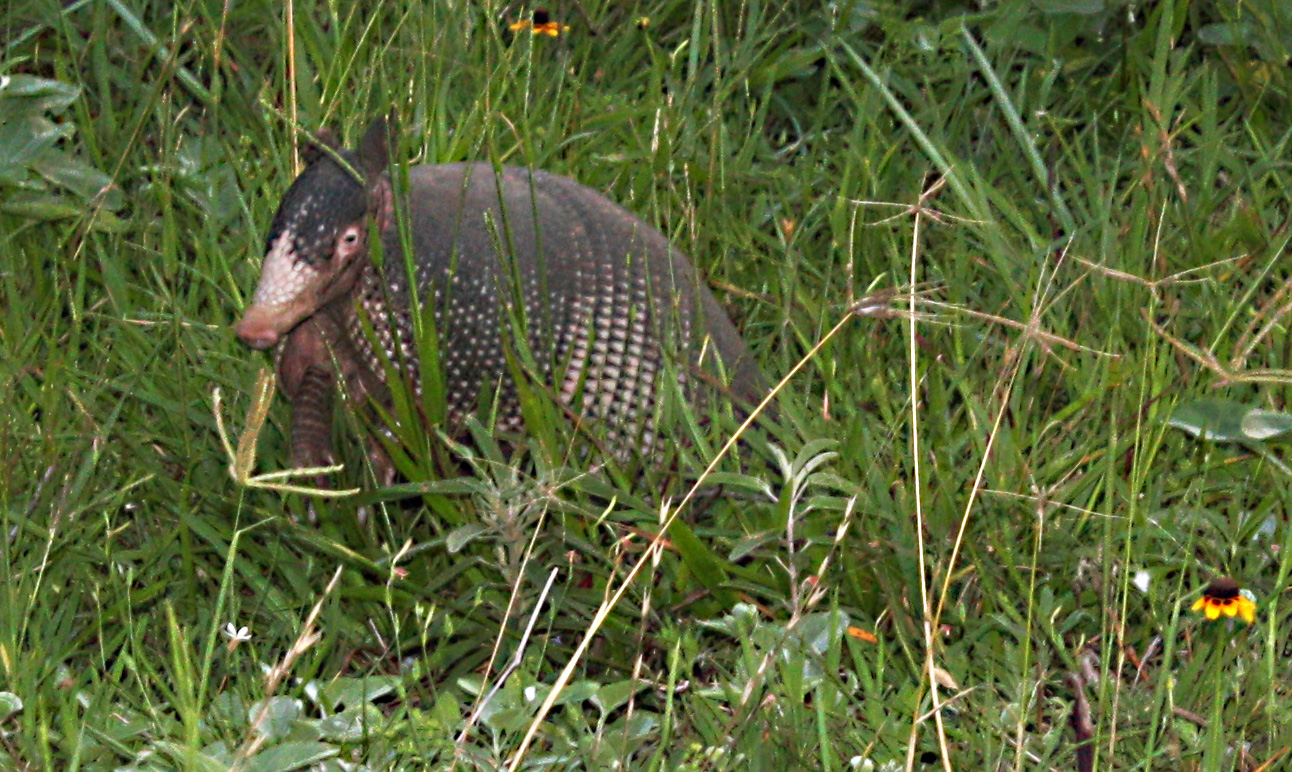
Un armadillo a otto fasce in posizione di allerta, sulle zampe posteriori.

L'armadillo a nove fasce appartiene alla famiglia dei Dasypodidae, unica sopravvissuta delle numerose che si svilupparono nell'isolamento del Sudamerica. Nell'ambito della famiglia occupa la sottofamiglia dei Dasypodinae, contenente l'unico genere Dasypus, del quale è la meglio conosciuta delle 7 (8 se si considera l'estinto Dasypus bellus) specie, tutte peraltro molto simili fra loro.
La superficiale somiglianza di questo animale con altri mammiferi bizzarri quali i pangolini e l'oritteropo ha fatto sì che in passato tutti questi animali venissero classificati insieme ai formichieri in un unico gruppo: attualmente però si tende a riconoscere una forma di parentela dell'armadillo solo coi formichieri e i bradipi, mentre i pangolini e l'oritteropo appartengono a ordini propri (rispettivamente Pholidota e Tubulidentata).
L'enorme areale occupato dalla specie ha fatto sì che ne siano state riconosciute sei sottospecie, differenti fra loro per dimensioni o tendenza a discostarsi dal numero tipico di fasce dorsali: 
- Dasypus novemcinctus aequatorialis Lönnberg, 1913
- Dasypus novemcinctus fenestratus Peters, 1864
- Dasypus novemcinctus hoplites G.M. Allen, 1911
- Dasypus novemcinctus mexianae Hagmann, 1908
- Dasypus novemcinctus mexicanus Peters, 1864
- Dasypus novemcinctus novemcinctus Linnaeus, 1758

Le sottospecie diffuse nell'area settentrionale ed in quella meridionale dell'areale dell'armadillo tendono ad avere 8 fasce. Le sottospecie diffuse negli USA, inoltre, mostrano una variabilità genetica abbastanza ridotta che ne evidenzia la discendenza da un ridotto numero di individui che arrivarono nei nuovi territori attraversando il Rio Grande.

## Rapporti con l'uomo
Da sempre gli armadilli vengono cacciati dagli amerindi per le loro carni, considerate una prelibatezza e dal sapore simile a quello della carne suina. Anche i primi esploratori europei del Nuovo Mondo utilizzarono l'armadillo come fonte di cibo. Quando l'animale cominciò a divenire comune nel sud degli Stati Uniti, i primi coloni tedeschi cominciarono a cibarsene e lo definirono Panzerschwein, "maiale corazzato". Durante la Grande depressione, l'armadillo a nove fasce divenne una fonte primaria di cibo per molte famiglie, al punto di essere conosciuto con l'appellativo di "maiale dei poveri" o "maiale di Hoover", in riferimento all'allora presidente Herbert Hoover, ritenuto responsabile della crisi.

In Texas, l'armadillo è stato eletto (sebbene con qualche remora) l'animale-simbolo dello Stato.
L'armadillo a nove fasce è l'unica specie di armadillo che viene considerata potenzialmente nociva per le attività umane. Nelle aree rurali gli armadilli vengono uccisi in quanto vengono ritenuti i principali responsabili dei furti di uova nei pollai. Le loro tane possono franare sotto il peso delle mandrie di bestiame, provocando seri incidenti. Le azioni di scavo degli armadilli possono inoltre danneggiare i giardini e le aree coltivate (dove l'animale può anche impoverire i raccolti cibandosi dei vegetali, in particolare di arachidi, meloni e grano), e arrivare addirittura a deteriorare le fondamenta degli edifici e provocare buche nel manto stradale.

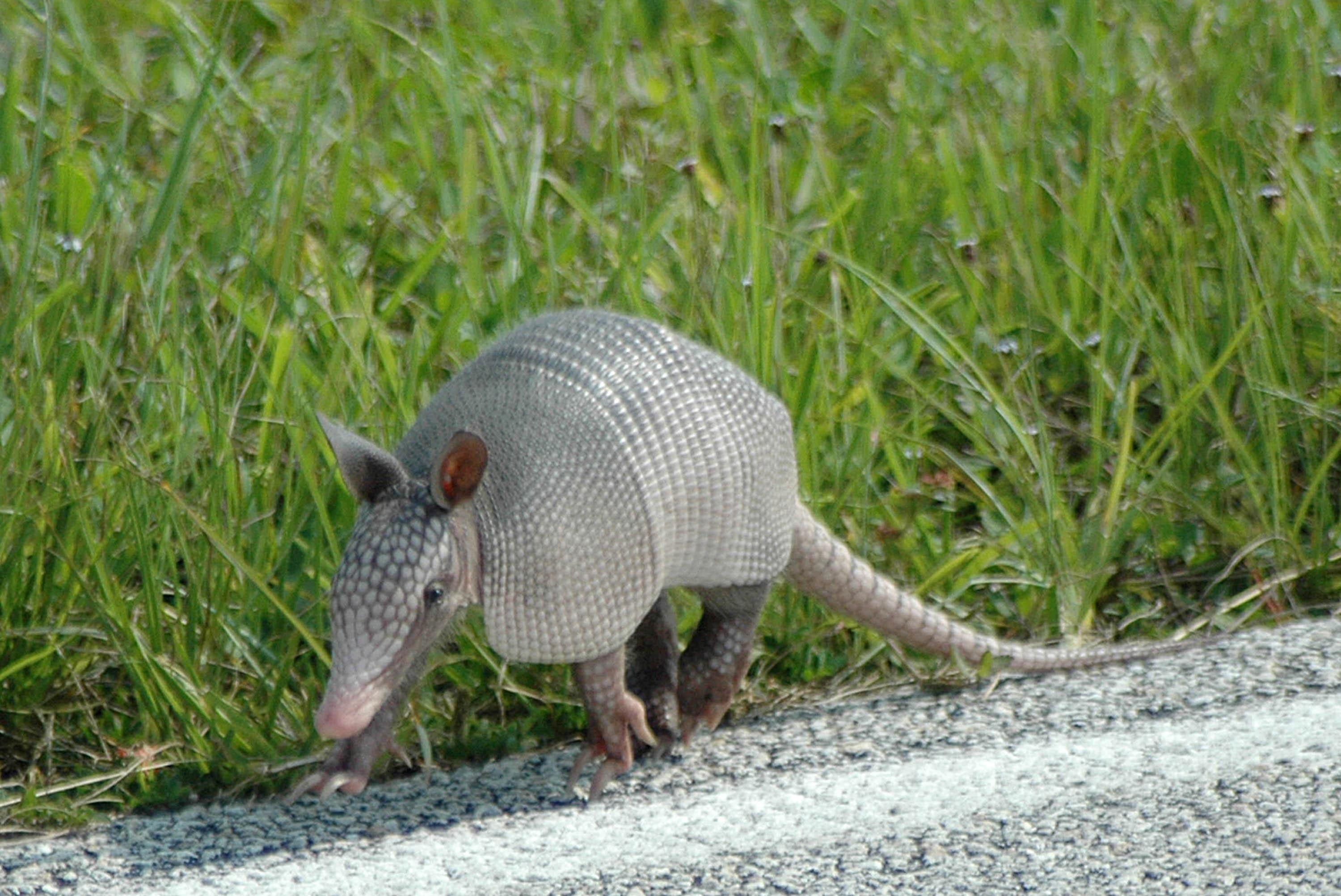
Un giovane armadillo sul ciglio di una strada nei pressi del Kennedy Space Center Launch Complex 39.

La maggior parte degli armadilli viene tuttavia uccisa sulla strada, dove questo animale è particolarmente pericoloso: se spaventato, infatti, esso può spiccare balzi prodigiosi, che lo portano a impattare l'autoveicolo a livello del parabrezza oppure delle ruote, provocando sbandamenti che possono tradursi in incidenti anche gravi.
L'organismo dell'armadillo, munito di un sistema immunitario poco efficiente, è inoltre abbastanza soggetto all'infezione da parte di numerosi agenti patogeni. In particolare, l'armadillo a nove fasce viene facilmente infettato dal batterio Mycobacterium leprae (che causa la lebbra nell'uomo), dal virus Lyssavirus (che invece causa la rabbia) e dal fungo Paracoccidioides (che causa la paracoccidioidomicosi nell'uomo, senza tuttavia avere effetti apparenti sull'animale): in particolare, nel 1975 una percentuale rilevante di armadilli dalle 9 fasce (oltre il 30% di alcune popolazioni, più un ulteriore 17% che presentava anticorpi specifici, indice di esposizione ed avvenuta guarigione) era affetta da lebbra.

Per questo motivo, l'armadillo dalle nove fasce viene utilizzato come cavia da laboratorio per capire i meccanismi di diffusione di queste malattie e studiarne eventuali cure.
Tuttavia, l'armadillo a nove fasce non sembra risentire in maniera eccessiva delle minacce che gli pervengono da parte dell'uomo, tant'è vero che il suo areale è in continua espansione, sia verso nord che verso sud.